# Relaciones Bután-Guatemala
Las relaciones Guatemala-Bután son las relaciones internacionales entre Bután y Guatemala. Los dos países aún no han establecido relaciones diplomáticas.

## Relaciones diplomáticas
Guatemala no mantiene relaciones diplomáticas con casi 38 países, gran mayoría de ellos en África y Asia entre ellos está Bután.
Bután es uno de los países que deben procesar una visa guatemalteca en las Representaciones Diplomáticas, Embajadas o Consulares de Guatemala en el extranjero.
Se espera que en los próximos años, Guatemala inicie un diálogo con Bután.